# Čaitanja Maháprabhu
Čaitanja Maháprabhu (akademicky správný zápis je Caitanya Mahāprabhu) (bengálština চৈতন্য মহাপ্রভূ, též známý jako Šrí Krišna Čaitanja, 1486–1534), byl asketický vaišnavský mnich a společenský reformátor v Bengálsku 16. století (dnešní Západní Bengálsko a Bangladéš) a v Uríse v Indii. Čaitanja byl význačný zastánce vaišnavské tradice bhakti-jógy (bhakti znamená láskyplnou odevzdanost Krišnovi/Bohu) založené na filosofii Bhágavata-purány a Bhagavadgíty. Konkrétně uctíval podobu Rádhy a Krišny a zpopularizoval zpívání Hare Krišna mantry, tzv. sankírtan. Jeho následovníci, známí jako gaudíja-vaišnavové, ho ctí jako avatára Rádhá-Krišny, tedy Krišny v náladě Rádhárání, jehož zjevení bylo předpovězeno ve verších Bhágavata-purány, Sátvata-tantry či Garga-samhity.
Někdy byl také označován jmény jako Gaura nebo Gauránga (Gaura je v sanskrtu zlatý,světlý; anga ruce, končetiny) kvůli Jeho světlé pokožce, a Nimáj, protože se narodil pod nímovým stromem. Z Jeho časů jsou dostupné početné životopisy detailně popisující Čaitanjův život, z nichž nejvýznamnější jsou Čaitanja-bhágavata Vrindávana dáse Thákura (první autoritativní hagiografie) a pozdější Čaitanja-čaritámrita sepsaná Krišna dásem Kavirádžem Gósvámím, jež navazuje na Čaitanja-bhágavatu (obě jsou napsány v jednoduché bengálštině). Nyní jsou obě hagiografie široce dostupné v angličtině a dalších jazycích). Další významná hagiografie, která však není obecně přijímaná celou gaudíja-vaišnavskou tradicí jako autoritativní, je pozdější Čaitanja-mangala napsaná Lóčanem dásem Thákurem.

## Čaitanjův život
Podle Čaitanja-čaritámrity se narodil v noci za úplňku 18. února 1486, během zatmění měsíce. Jeho rodiče Ho pojmenovali "Višvambhara" – byl druhým synem Džagannátha Mišry a jeho manželky Sačí Déví, kteří žili v Navadvípu (Nadii) v Západním Bengálsku. Čaitanjův rodový původ je sporná záležitost mezi lidmi z Urísy a Západního Bengálska, jelikož Čaitanjova rodina má kořeny v Džadžpuru v Uríse, ze kterého se jeho děd, Madhukar Mišra, odstěhoval do sousedního Bengálska.
Ve svém mládí byl Čaitanja hlavně znám jako vzdělaný učenec, jemuž se učeností a schopností argumentace nikdo v jeho okolí nevyrovnal. Velmi rychle si osvojil veškeré poznání a poté dokonce začil vyučovat své vlastní žáky ve svém domě, jak bylo tehdy v Nadii zvykem.
Existuje také množství příběhů ukazujících, že byl Čaitanja již od velmi útlého věku zjevně přitahován zpíváním Krišnových jmen, ale většinou to bylo vnímáno jako druhotný zájem podřazený jeho zájmu získávat poznání a studovat sanskrt. Když cestoval do Gaji, aby vykonal obřad šraddhá pro svého zesnulého otce, potkal svého gurua, asketu Íšvaru Purího (náležícího do vaišnavské linie Madhváčárji), od kterého obdržel zasvěcení do Gópála Krišna mantry. Toto setkání způsobilo značnou změnu Maháprabhuovy mentality a při jeho návratu do Bengálska byli místní vaišnavové vedení Advaitou Áčárjou ohromeni jeho náhlou změnou z "učence" na "oddaného". Čaitanja se brzy stal věhlasným vůdcem skupiny vaišnavů v Nadii.
Ve věku dvacetičtyř let Maháprabhu obdržel řád odříkání (sannjás) od Kéšavy Bháratího, jenž mu dal příznačné sannjásí jméno Šrí Krišna Čaitanja (Vědomý si Krišny). Poté odešel z Bengálska a několik let cestoval po Indii neustále zpívaje jména Krišny. Posledních 24 let svého života strávil v Purí (stát Urísa), ve velkém chrámovém městě, kde se uctívá podoba Krišny známá jako Džagannátha. Král Urísy, Mahárádža Pratáparudra, Ho považoval za inkarnaci Krišny, a byl nadšeným příznivcem a oddaným Čaitanjovy sankírtanové skupiny. Čaitanjovi následovníci věřili, že se v těchto letech Čaitanja ponořil do různých meditačních transů (samádhi) a vyjevoval zábavy božské extáze.

## Čaitanjova tradice
I když byl zasvěcen v Madhváčárjově tradici (viz tilaka na obr. vpravo), je Čaitanjova filosofie někdy považována za Jeho vlastní v rámci vaišnavismu – mezi Jeho a praktikami a teologií ostatních následovníků Madhváčárji existují určité rozdíly.
Jeho Šikšáštaka (doslova "8 veršů pokynů", které zaznamenal jeden z jeho blízkých společníků) se považuje za kompletní filosofii gaudíja-vaišnavismu ve zhuštěné podobě. Kromě toho se mu připisují další dvě básnická díla. Čaitanja požádal několik svých vybraných následovníků (kteří později vešli ve známost jako šest Gósvámích z Vrindávanu), aby systematicky šířili teologii bhakti, kterou je naučil, formou jejich vlastních spisů. Těchto šest světců a teologů byli Rúpa Gósvámí, Sanátana Gósvámí, Gópála Bhatta Gósvámí, Raghunátha Bhatta Gósvámí, Raghunátha Dása Gósvámí a Džíva Gósvámí, synovec bratrů Rúpy a Sanátany. Všichni společně se zasloužili o systematizaci gaudíja-vaišnavské teologie.
Naróttama dása Thákur, Šrínivása Áčárja a Šjámánanda Pandit patřili k oddaným druhé generace gaudíja-vaišnavů. Jelikož studovali pod vedením Džívy Gósvámího, byli nápomocni šíření učení Gósvámích v Bengálsku, Uríse a v dalších oblastech Východní Indie. Mnozí z jejich společníků, jako Rámačandra Kavirádža a Ganga Nárájan Čakravartí, byli také sami výbornými učiteli.
Festival v Khéturí (1582), jemuž předsedala Džáhnava Thákurání, manželka Nitjánandy Prabhua, byla první příležitost, při které se shromáždili vůdci různých větví Čaitanjových následovníků. Prostřednictvím takovýchto festivalů se příslušníci volně organizované tradice seznamovali s ostatními větvemi spolu s jejich příslušnými teologickými a praktickými nuancemi. Někdy v této době žáci a následovníci Nitjánandy a Advaita Áčárji, v čele s Vírabhadrou a Krišnou Mišrou, započali své rodové linie (vamša), aby zachovali tradici. Vamša sestupující od Nitjánandy skrze jeho syna Vírabhadru a jeho žáky utváří nejvýznamnější větev moderní gaudíja tradice, nicméně následovníci Advaity spolu s následovníky mnoha Čaitanjových společníků si udržují své následovníky zvláště ve venkovských oblastech Bengálska. Gópála Guru Gósvámí, mladý společník Čaitanji a následovník Vakréšvara Pandita, založil další větev se sídlem v Uríse. Gópálovy spisy, spolu se spisy jeho žáka Dhjánačandry Gósvámího, popisovaly metody vnitřního uctívání.
Ve 20. století bylo Čaitanjovo učení přeneseno na západ A. C. Bhaktivédántou Svámím Prabhupádou, zástupcem větve Saraswata (následovníci Bhaktisiddhánty Sarasvatího Thákura) Čaitanjovy tradice. Bhaktivédánta Svámí založil své hnutí známé jako Mezinárodní společnost pro vědomí Kršny (The International Society for Krishna Consciousness, ISKCON), aby šířil Čaitanjovo učení do celého světa. Také další Saraswata guruové a áčárjové, členové linií Gósvámích a pár dalších hinduistických skupin, které ctí Čaitanju Maháprabhua, včetně oddaných z hlavních vaišnavských svatých míst v oblasti kolem města Mathura (stát Uttarpradéš), v Západním Bengálsku a v Uríse, ke konci 20. století založili mimo Indii chrámy Krišny a Čaitanji. Ve 21. století se vaišnavská bhakti také studuje na akademické úrovni (Krišnologie) v mnoha akademických institucích.

## Kulturní odkaz
Kromě svého hlubokého vlivu na hinduismus zůstává Čaitanjův odkaz v Bengálsku hluboko zakořeněn, a mnoho obyvatel Bengálska jej denně uctívá jako avatára Krišny. Někteří mu přičítají renesanci v Bengálsku, lišící se od více známé bengálské renesance 19. století. Salimullah Khan, vyhlášený lingvista, prohlašuje: "Šestnácté století je čas Čaitanjadéva, a je to začátek modernismu v Bengálsku. Koncept ´lidskosti´, který se zde vyvinul, je soudobý s tím evropským." Čaitanja také ovlivnil bengálské hnutí Báulů, které bylo podle některých názorů založeno synem jeho blízkého přítele Nitjánandy a jemuž je přiznávána zásluha za nalezení části ztraceného spisu, Brahma Sanhity.